# Kanton Riom-Est
Der Kanton Riom-Est war bis 2015 ein französischer Kanton im Arrondissement Riom im Département Puy-de-Dôme und in der Region Auvergne-Rhône-Alpes; sein Hauptort war Riom, Vertreter im Generalrat des Départements war ab 2004 Jean-Claude Zicola.

## Gemeinden
Der Kanton bestand aus einem Teil der Stadt Riom und sieben weiteren Gemeinden. Die nachfolgenden Einwohnerzahlen sind jeweils die Gesamtzahlen der Orte. 
| Gemeinde               | Einwohner Jahr | Fläche km² | Bevölkerungsdichte | Postleitzahl | Code INSEE |
| ---------------------- | -------------- | ---------- | ------------------ | ------------ | ---------- |
| Cellule                | 1159 (2013)    | –          | – Einw./km²        | 63200        | 63068      |
| Châtel-Guyon           | 6131 (2013)    | –          | – Einw./km²        | 63140        | 63103      |
| Le Cheix               | 620 (2013)     | –          | – Einw./km²        | 63200        | 63108      |
| Ménétrol               | 1628 (2013)    | –          | – Einw./km²        | 63200        | 63224      |
| Chambaron sur Morge    | 1605 (2013)    | –          | – Einw./km²        | 63200        | 63244      |
| Pessat-Villeneuve      | 541 (2013)     | –          | – Einw./km²        | 63200        | 63278      |
| Riom                   | 18675 (2013)   | –          | – Einw./km²        | 63200        | 63300      |
| Saint-Bonnet-près-Riom | 2075 (2013)    | –          | – Einw./km²        | 63200        | 63327      |